# Муравьёв, Леонид Константинович
Леонид Константинович Муравьёв (1905—1972) — советский инженер, конструктор вооружений, в 1941—1947 и 1951—1955 директор МНИИПА.
Окончил Грозненский рабфак (1924—1927), 3,5 курса Ленинградского технологического института им. Ленсовета (1927—1930), Военно-техническую академию им. Дзержинского (декабрь 1931). Работал в Главном артиллерийском управлении (ГАУ) РККА:
- 1931—1932 инженер-механик управления военных приборов
- 1932—1937 член научно-технического комитета
- 1937—1939 начальник Артиллерийского комитета
- 1939—1941 врем. исп. должность военкома Арткома.

В 1941—1947 и 1951—1955 директор МНИИПА (НИПАП, НИИ-5). В 1955—1959 зам. начальника Управления зенитной артиллерии ГРАУ. В 1959—1970 начальник отдела Госплана.
Руководил разработками ПУАЗО.
Награждён орденами Ленина, Красной Звезды, Трудового Красного Знамени, «Знак Почёта», Отечественной войны I и II степеней.